# Paweł (Łebid)
Paweł, imię świeckie Petro Dmytrowycz Łebid (ur. 19 kwietnia 1961 w Borbinie) – biskup Ukraińskiego Kościoła Prawosławnego Patriarchatu Moskiewskiego. Po agresji Rosji na Ukrainę znalazł się na liście osób objętych sankcjami za sprzyjanie Moskwie.

## Życiorys
Jego ojciec był robotnikiem, matka pracowała w kołchozie. Przyszły metropolita urodził się jako trzecie z ośmiorga dzieci. Ukończył technikum handlowe w Łucku. Po odbyciu zasadniczej służby wojskowej, podjął pracę w zakładowej stołówce w Równem. Następnie rozpoczął naukę w moskiewskim seminarium duchownym, które ukończył w 1988. Będąc słuchaczem seminarium, przeżył pożar budynku mieszkalnego dla seminarzystów, po czym postanowił poświęcić życie Bogu, wstępując do monasteru. Jego decyzja o kształceniu w szkole duchownej sprawiła, że rodzice zostali zwolnieni z pracy, a młodsza siostra musiała przerwać naukę w szkole. 
24 maja 1987 został wyświęcony na diakona, zaś 7 stycznia 1988 – na kapłana. Został wówczas proboszczem parafii Zaśnięcia Matki Bożej w Niskieniczach (Nizkiniczach). Według ukraińskiego regionalisty i religioznawcy Jurija Welinca duchowny doprowadził do zniszczenia XVII-wiecznego ikonostasu w miejscowej cerkwi, przedmiotu o wysokiej wartości zabytkowej. W 1989 złożył wieczyste śluby zakonne, zaś w 1992 otrzymał godność archimandryty. Po dwóch latach został namiestnikiem Ławry Peczerskiej. W 1996 ukończył Kijowską Akademię Duchowną.
19 kwietnia 1997, zachowując stanowisko przełożonego ławry Peczerskiej, został wyświęcony na biskupa wyszhorodzkiego, wikariusza eparchii kijowskiej. Stanął wówczas na czele komisji ds. monasterów w Ukraińskim Kościele Prawosławnym Patriarchatu Moskiewskiego. W 2003 otrzymał godność arcybiskupią, zaś w 2011 został metropolitą.
W 2011 wszedł w skład Wyższej Rady Cerkiewnej Ukraińskiego Kościoła Prawosławnego Patriarchatu Moskiewskiego. 26 stycznia 2012 mianowano go tymczasowym administratorem metropolii kijowskiej w związku z przedłużającą się chorobą i rehabilitacją metropolity Włodzimierza. Obowiązki te pełnił do maja tego samego roku, gdy metropolita wrócił do czynnej działalności duszpasterskiej.
23 stycznia 2014, w trakcie protestów na Ukrainie, porównał prezydenta kraju Wiktora Janukowycza do Chrystusa niosącego krzyż i (w imieniu własnym) zapewnił go o poparciu całej Cerkwi.
Po agresji Rosji na Ukrainę znalazł się na liście osób objętych sankcjami za sprzyjanie Moskwie, w tym blokadą aktywów. Został również oskarżony o popieranie rosyjskiej agresji i o wzniecanie nienawiści na tle religijnym. Zgromadzony przez niego majątek jest znaczny, m.in. w 2016 sprzedał pod Kijowem jeden ze swoich domów za 1,3 mln dolarów. Z uwagi na ponadprzeciętne bogactwo bywa potocznie nazywany „Paszą Mercedesem”. Dziennikarzy pytających o jego sprawy finansowe i majątkowe określił opętanymi przez diabła.